# Duomo di Novara di Sicilia
Il Duomo di Santa Maria Assunta o Duomo di Novara di Sicilia, sorge in piazza Duomo e il prospetto principale si affaccia su piazza Duomo. È la più grande delle chiese di Novara di Sicilia. Appartenente all'arcidiocesi di Messina-Lipari-Santa Lucia del Mela, vicariato di Novara di Sicilia sotto il patrocinio dei Santi Pietro e Paolo, arcipretura di Novara di Sicilia, parrocchia di Santa Maria Assunta.

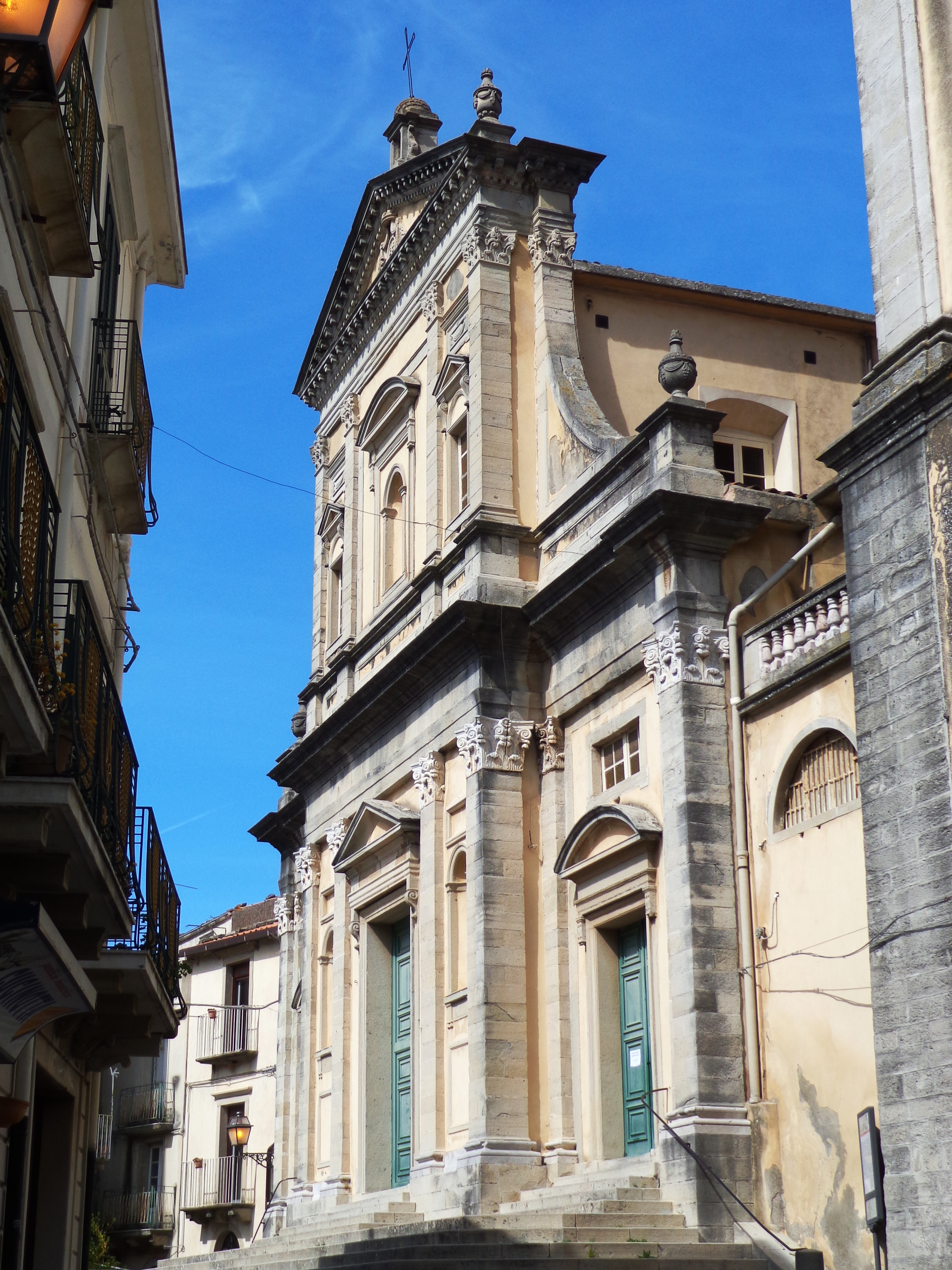
La facciata.

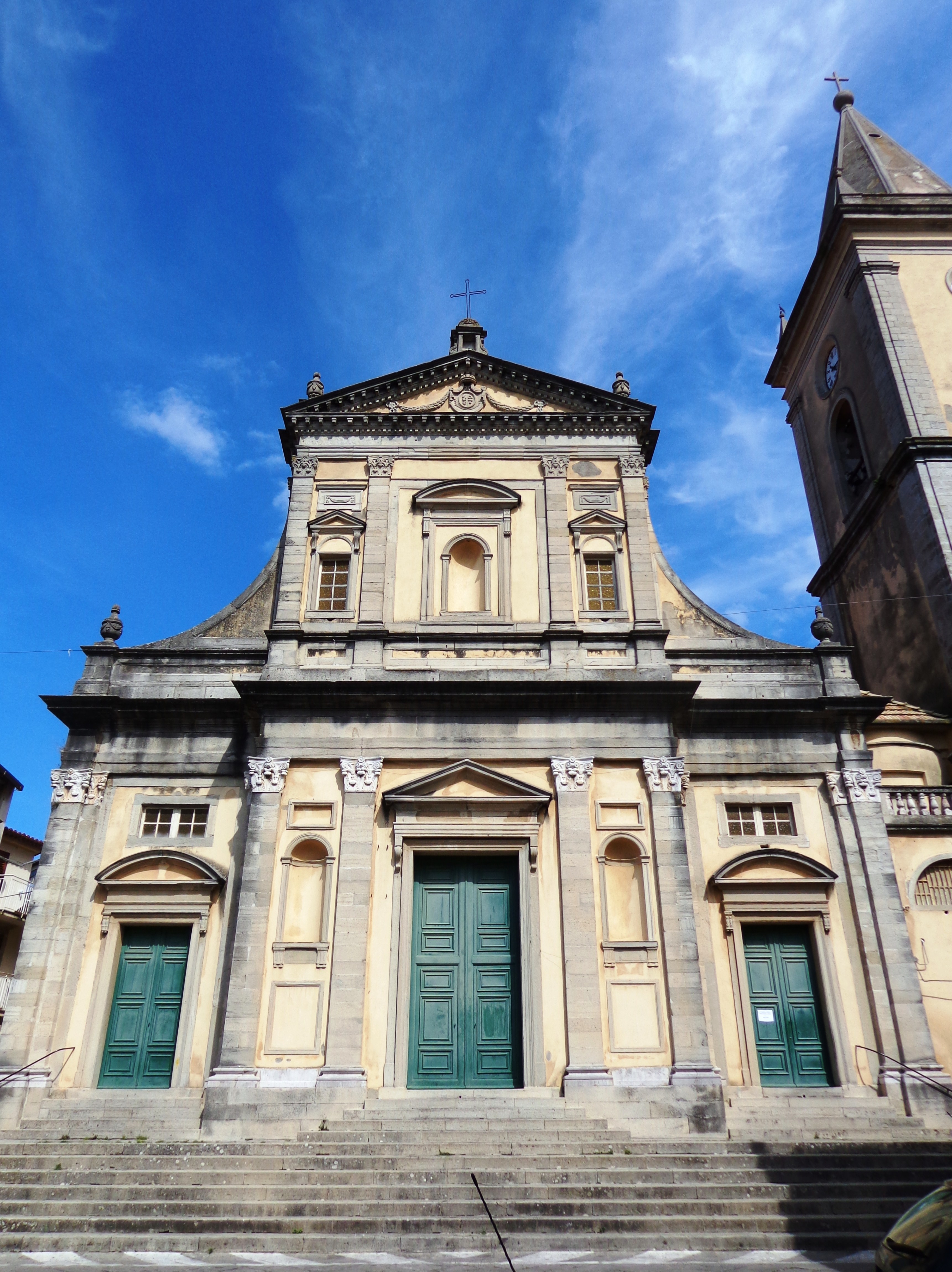
La facciata.

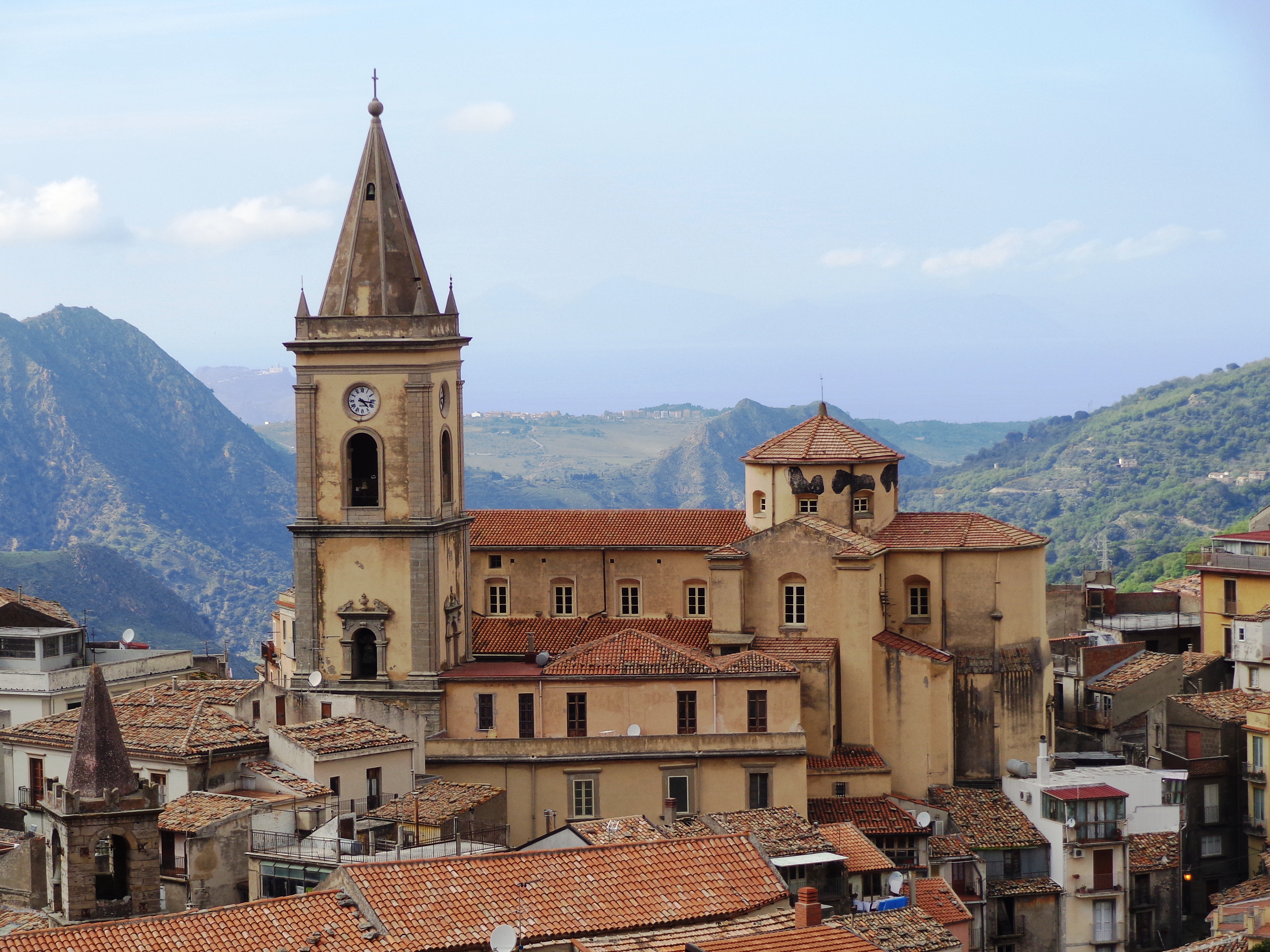
Panorama da Bazia.

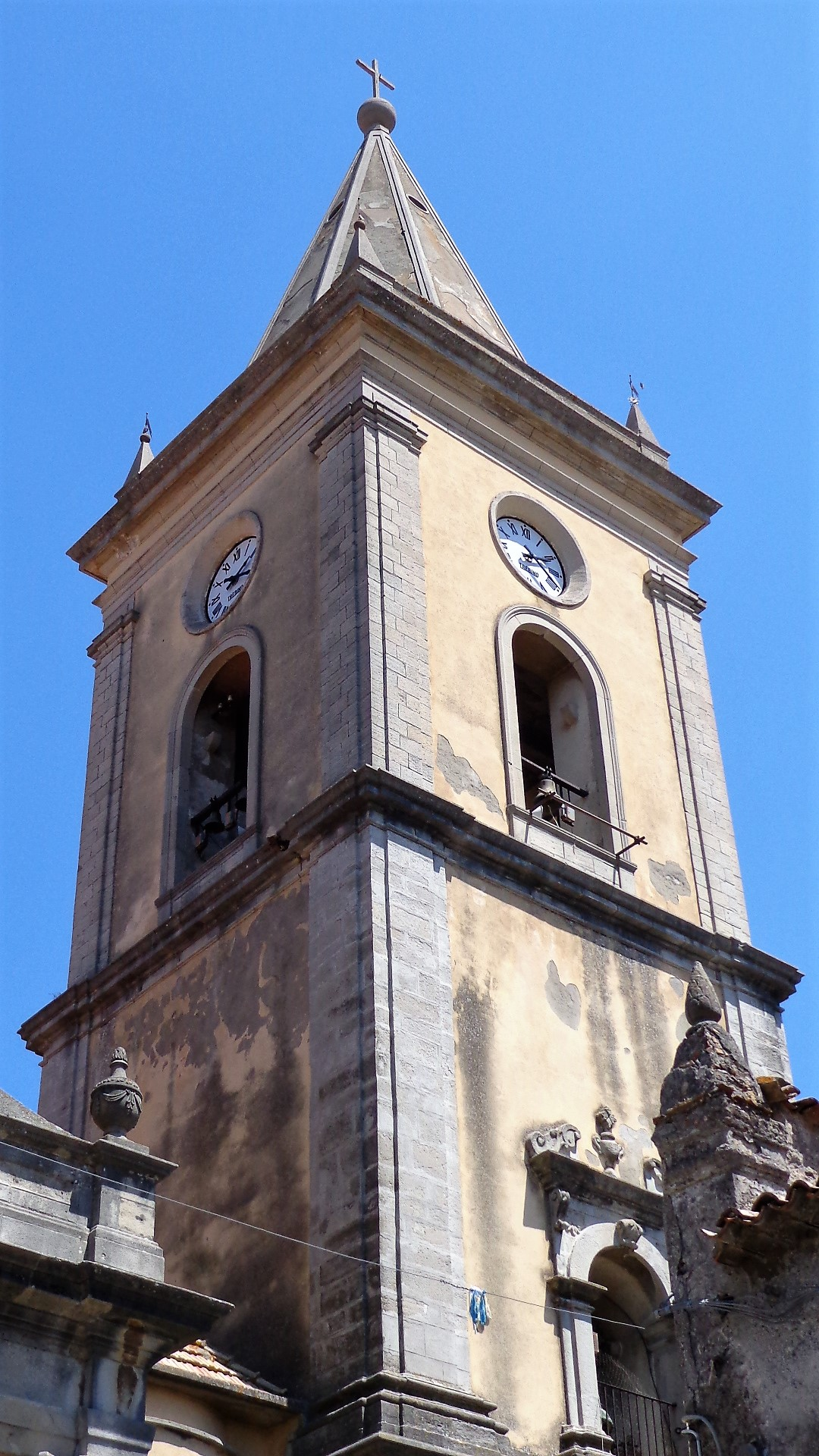
Campanile.

## Storia
L'insediamento preistorico sotto le Rocche è la sicana Noà (maggese, frumento), in seguito al terremoto che tra il 24 e il 79 d.C. distrusse anche Tindari e al terremoto del IV secolo consegna alla storia la romana Novalia (coltivazione di frumento), lo stesso nucleo abitativo ricostruito più a valle dai Bizantini, Noah (campo, orto, fiore) nel periodo arabo - normanno, Castrum Nucariae dei Angioini, Aragonesi, Spagnoli e Borboni divenendo la Noara, Nucaria, Nuara, Noara e infine Novara di Sicilia attuale. Dal primo evento documentato da Plinio il Vecchio, è tutto un susseguire di eventi sismici che cambiano la fisionomia della cittadina e comportano continue ricostruzioni , col successivo terremoto di Catania del 1169 del 4 febbraio o altrimenti noto come terremoto di Sant'Agata, quello del 1º settembre 1295, che provocò crolli generali in quasi tutta la Sicilia.
Nel periodo aragonese i terremoti interessano la struttura della chiesa primitiva e quella che, seguendo i vari stili, durante le numerose dominazioni e interventi ricostruttivi, diviene il tempio attuale e perviene a noi. Nell'ordine gli eventi sismici documentati che hanno arrecato i danni più consistenti: 25 agosto 1613 conosciuto come "terremoto di Naso", il terremoto della Calabria del 27 marzo 1638, il terremoto del Val di Noto del 1693, il terremoto della Calabria meridionale del 1783, il terremoto del Golfo di Patti del 1786, il terremoto della Calabria meridionale del 1894, il terremoto di Messina del 1908, il sisma del 16 aprile 1978 del Golfo di Patti, particolarmente gravi sono stati i danni riportati nel 1783 poiché si distrusse parzialmente la chiesa, che venne poi ricostruita grazie ai fondi papali e all'intervento dell'architetto e sacerdote novarese Benigno Salvo, che riprese comunque il progetto originale del XVI secolo. Meno gravi ma significativi furono i danni causati dal terremoto del 1908.

### Epoca aragonese - spagnola
La cripta, la costruzione dei muri, la collocazione delle colonne e la messa in opera degli altari è avvenuta lentamente nel secolo XV. La struttura edilizia è il risultato di un ampliamento di un primitivo luogo di culto eseguito nel tardo XVI secolo. Precedentemente al 1400, nella zona della navata di sinistra sorgeva, di dimensioni modeste, la prima chiesa del nuovo paese arroccato attorno al Castello. Le colonne monolitiche con capitelli corinzi sono opera dell'antico artigianato locale, la materia prima reperita in loco. La parte decorativa è completata gradatamente fino al XIX secolo e poi modificata nel 1948, in seguito ai danni causati dai bombardamenti angloamericani del 9 e 12 agosto 1943.

### Epoca contemporanea
Il campanile costruito nel XVIII secolo tozzo a torre, è stato modificato aggiungendo una sopraelevazione e la guglia nel recente dopoguerra, si presenta suddiviso in tre ordini percorsi da paraste angolari per tutto lo sviluppo dell'altezza, il primo dei quali è collegato al corpo della chiesa, al secondo sono presenti monofore per ogni lato delimitate da eleganti cornici in pietra, al terzo semplici monofore sormontate dai quadranti dell'orologio, il complesso ospita due ordini di celle campanarie. Ai vertici pinnacoli con banderuole attorniano la slanciata cuspide a base ottagonale sormontata al vertice da sfera e croce.

## Architettura
Presenta uno schema basilicale ripartito in tre navate per mezzo di 12 colonne in pietra arenaria, addossate alle pareti delle navate laterali dodici altari in marmo cipollino. 
Di notevole interesse anche la cripta sotto l'abside con le mummie di alcuni arcipreti e il battistero.

## Facciata
La facciata monumentale conclusa nel 1818, in pietra arenaria locale è in stile tardo rinascimentale si presenta con un corpo centrale delimitato da quattro grandi pilastri (parasta) in pietra nuda per entrambi i due ordini, due pilastri delimitano lateralmente gli ingressi minori limitatamente al primo ordine, le sommità delle paraste sono arricchite da capitelli corinzi in marmo bianco. Il portone centrale presenta un timpano triangolare intero, ai lati due nicchie vuote e riquadri con cornici sopra e sotto le medesime, le entrate laterali sono sormontate da timpani ad arco intero e finestre rettangolari. Al secondo ordine grande nicchia centrale con timpano ad arco, finestre laterali con timpani triangolari interi. La facciata si chiude con un grande timpano al centro del quale campeggia uno scenografico stemma coronato con drappeggi a baldacchino. Sul vertice del timpano un'edicola con cupola priva di croce, ai lati due pinnacoli a forma di vaso con decorazioni floreali e sfere terminali, ingentiliscono i due contrafforti. I due corpi laterali corrispondenti alle navate laterali, sono raccordati a quello centrale al secondo ordine con semi archi verso il basso. Sui contrafforti laterali altrettanti vasi con pigna, figura allegorica del terzo occhio (religione). Una scalinata contribuisce a dare slancio e movimento al complesso monumentale.

## Interno

### Navata destra
- Prima campata: Cappella del battistero. L'ambiente sorge ove era collocato il primitivo Battistero precedentemente eretto sull'area dove sorgeva l'antico campanile. Il grande fonte battesimale in marmo cipollino è sormontato da un tempietto ligneo a padiglione. La cappella custodisce il trittico marmoreo dell'Annunciazione, opera di Giovan Battista Mazzolo del 1531, proveniente dalla chiesa dell'Annunziata. Alla parete è collocato il dipinto raffigurante San Giovanni Battista del 1778.
- Seconda campata: Cappella di Sant'Anna. Altare settecentesco dedicato a Sant'Anna, pala d'altare costituita dal quadro raffigurante Sant'Anna, opera attribuita a Nunzio Rossi del XVII secolo.[4]
- Terza campata: Cappella di San Michele Arcangelo. Altare dedicato a San Michele Arcangelo. Nella nicchia la statua lignea raffigurante San Michele Arcangelo, opera del 1864 di Vincenzo Genovese recentemente restaurata.
- Quarta campata: Cappella del Rosario. Ambiente con altare settecentesco dedicato alla Vergine del Rosario, pala d'altare costituita dal quadro raffigurante la Vergine del Rosario del 1889.
- Quinta campata: Ingresso sacrestia.

### Navata sinistra
- Prima campata: Cappella delle Anime Purganti. Ambiente con altare settecentesco dedicato alle Anime Purganti, pala d'altare raffigurante le Anime Purganti.
- Seconda campata: Cappella degli Agonizzanti. Altare settecentesco dedicato agli Agonizzanti, pala d'altare raffigurante l'Agonizzante con la Vergine e Santi, opera del 1756.
- Terza campata: Cappella della Madonna del Carmelo. Altare settecentesco con la statua raffigurante Santa Maria del Carmelo del 1886, opera del professore Genovese.
- Quarta campata: Cappella dell'Immacolata Concezione. Altare dedicato all'Immacolata Concezione, pala d'altare raffigurante Sant'Ugo patrono venera Maria Immacolata, opera del 1862 di Salvatore Caggiano.
- Quinta campata: Cappella di San Filippo d'Agira. Altare settecentesco dedicato a San Filippo con statua lignea raffigurante San Filippo Siriaco, martire in Agira del 1721.

Sono inoltre presenti i simulacri di Santa Rosalia in abiti di monaca dell'Ordine basiliano, di Sant'Antonio di Padova, di Santa Caterina d'Alessandria, di Santa Barbara riconoscibile per la presenza della torre merlata.
Le parole incise negli stemmi posti sulle sommità degli archi delle navate laterali compongono la seguente frase latina "IN EA OMNIS QUI PEUI ACCIPIT DOMUS MEA DOMUS ORATIONIS EST" equivalente di "la mia casa è casa di preghiera per tutte le genti".

### Transetto

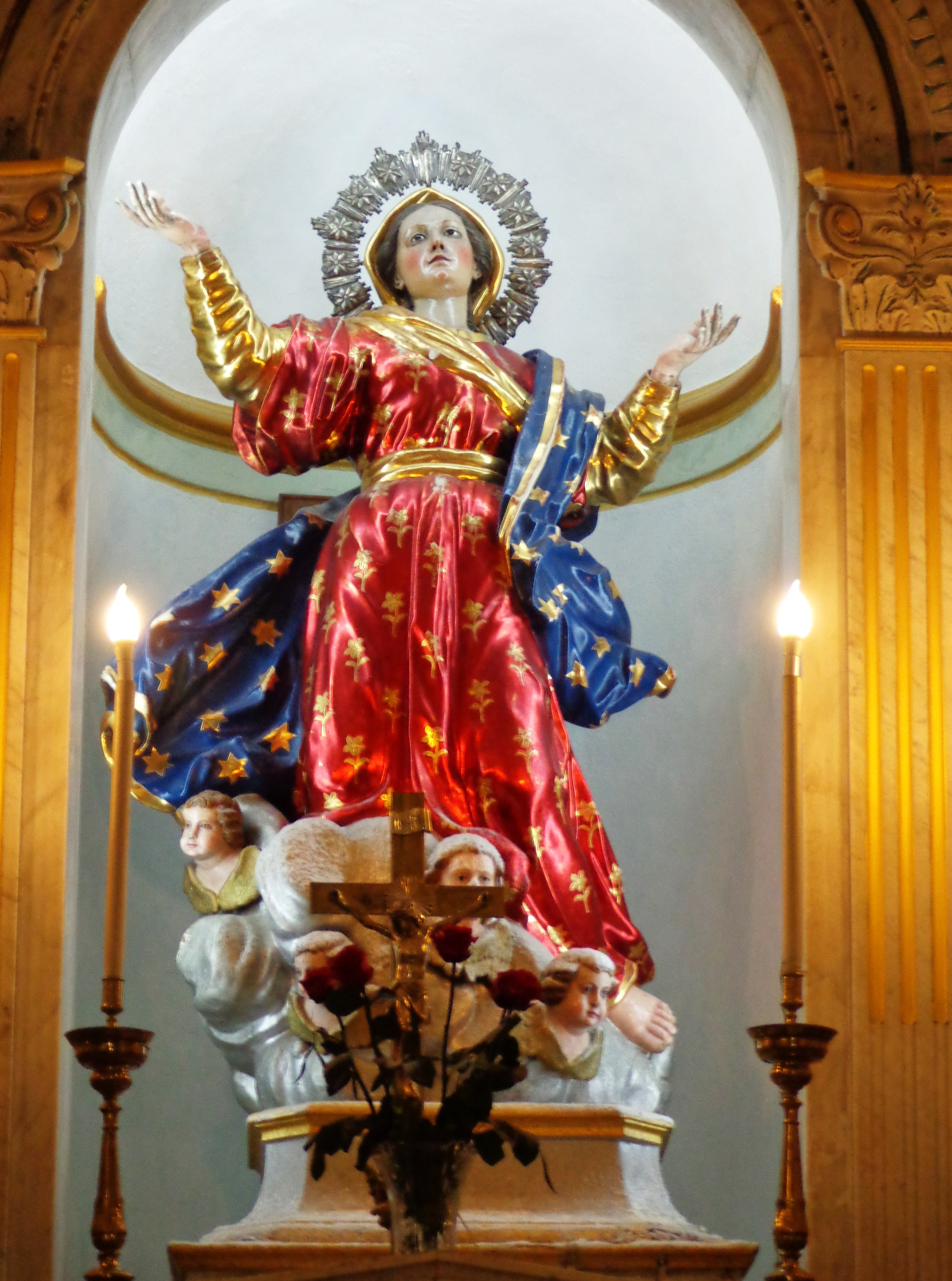
Statua dell'Assunta.

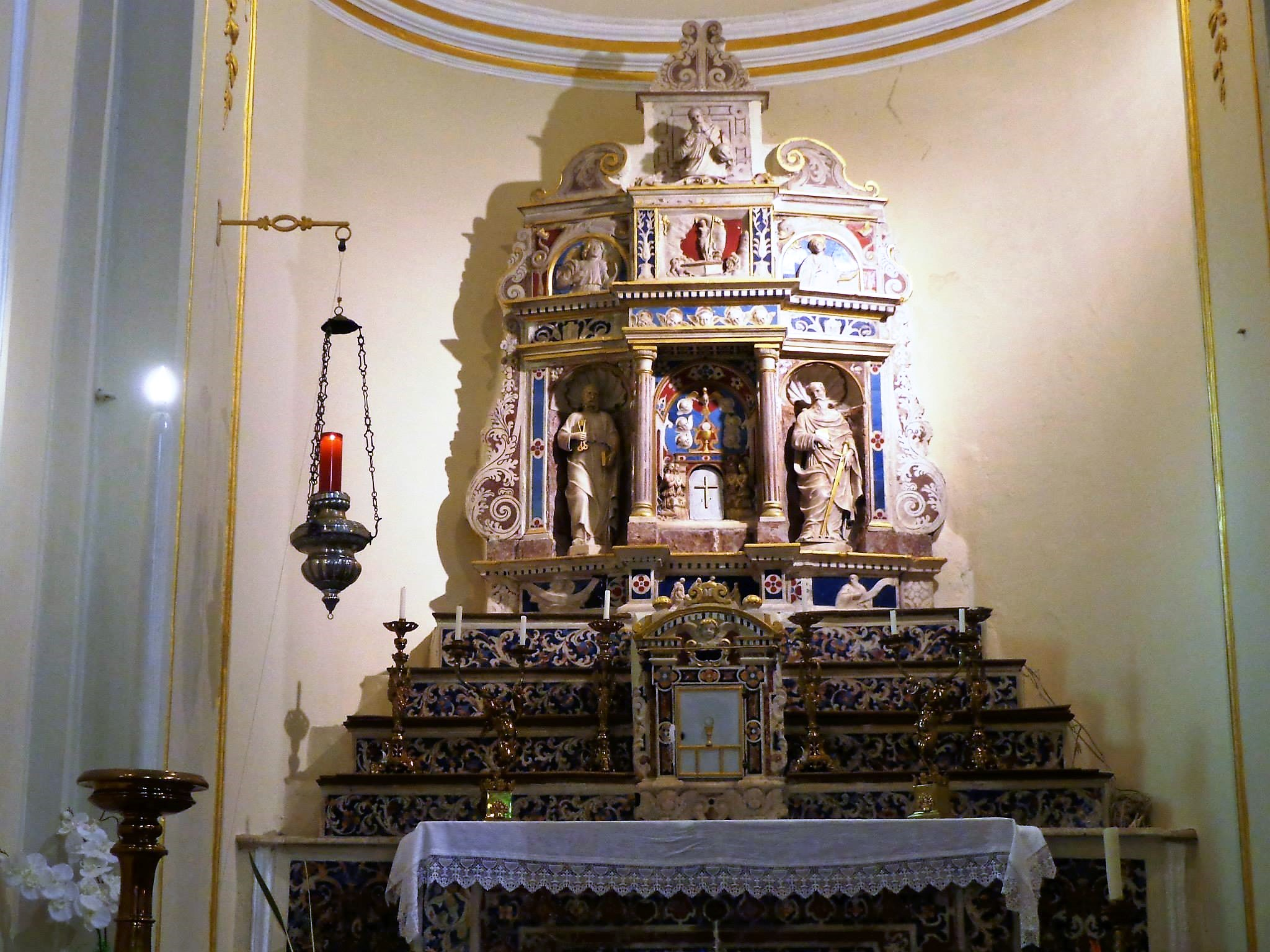
Cappella del Santissimo Sacramento.

- Absidiola navata destra: Cappella della Madonna Assunta. Ambiente rivestito da marmi policromi e decorati, opera dell'ingegnere Michele Scandurra del 1908. La cappella custodisce la splendida statua lignea della Vergine Assunta, patrona e protettrice principale della città, opera del 1764 dello scultore napoletano Filippo Colicci.
  - Altare destro: Cappella di Sant'Anna. Sull'altare la tela raffigurante "Madonna con Bambino fra Santi", a destra la statua lignea raffigurante San Sebastiano Martire del 1500, opera proveniente dalla omonima chiesa di San Sebastiano non più esistente, a sinistra la statua marmorea di San Biagio del 1711.
- Absidiola navata sinistra: Cappella del Santissimo Sacramento. L'ambiente dedicato al Santissimo Sacramento custodisce un altare del XVII secolo ricco di marmi pregiati e di smalti policromi, tra essi le statue di San Pietro e San Paolo e vari bassorilievi.
  - Altare sinistro: Cappella del Santissimo Crocifisso. Altare dedicato al SS. Crocifisso antica opera lignea del SS. Crocifisso, la statua dell'Addolorata, opera del 1854 del professore Bagnasco proveniente dalla chiesa San Sebastiano e la teca contenente il busto dell'Ecce Homo.

Lo stemma dell'arco trionfale reca inciso ASSUMPTA EST MARIA IN CŒLUM, antifona del canto gregoriano Assumpta est Maria , medesima introduzione alla monumentale composizione musicale di Giovanni Pierluigi da Palestrina.

### Altare maggiore
Il presbiterio, con gradini in marmo cipollino rosso, è sormontato da un altare marmoreo recante pannelli con bassorilievi che raffigurano simboli biblici. Lungo il perimetro dell'abside corre un coro ligneo ad intagli del XVIII secolo, alle pareti le tele raffiguranti Vergine con Bambino raffigurata con Sant'Anna e Santa Venera, opera di Francesco Cardillo del 1607, San Michele Arcangelo del 1737, Vergine del Rosario con San Simone Stock, opera di un autore anonimo, realizzato agli inizi del XVIII secolo e la Caduta di Cristo o Andata al Calvario, opera di Antonio Catalano del 1598, una delle numerose interpretazioni ispirate allo Spasimo di Sicilia di Raffaello Sanzio. Al centro dell'abside campeggia la grande tela dell'Assunta Incoronata opera di Giuseppe Russo del 1805. Davanti all'altare maggiore è disposto l'altare versus populum costruito assemblando quattro mensolari lignei ad intarsi del XVII secolo provenienti dalla chiesa demolita di San Sebastiano. Singoli mensolari costituiscono il leggio e la base per il cero pasquale.

## Sacrestia
Nella sacrestia sono conservati come arredi tre artistici armadi lignei del 1700, sono custoditi inoltre: il dipinto su tavola, Annunciazione del Signore, opera dell'artista veneto Francesco Stetera del 1570, proveniente dall'abbazia di Santa Maria La Noara, il dipinto ritenuto il vero ritratto di Sant’Ugo Abate patrono, un grande Crocifisso ligneo del 1865 del professore Genovese proveniente chiesa di San Sebastiano, oggi demolita.

## Museo
Il museo ubicato all'interno del complesso del duomo, custodisce parte dei corredi in argento, oro e paramenti sacri in dotazione alla parrocchia, preziosi soprattutto per la valenza storica e artistica: la giara di Sant'Ugo, un grande turibolo bronzeo a forma di campanile gotico con figure a sbalzo, provenienti questi ultimi dall'antica abbazia di Santa Maria La Noara del XII secolo.
Sono attualmente custoditi presso il museo della parrocchia le ceneri, il teschio, i guanti di Sant'Ugo Abate. Essi da secoli fanno parte di un prezioso reliquario realizzato sulla parete sinistra della Reale Abbazia di Sant'Ugo a Lui dedicata in Novara centro. Altre reliquie di Santi e della Santa Croce di Cristo sono state portate da Lui durante il viaggio di insediamento a Novara.

## Cripta
Al di sotto dell'abside si trova una cripta utilizzata fino agli inizi del '900 dove sono esposte le mummie di alcuni arcipreti, canonici, vicari foranei e persino dei gatti mummificati; il microclima umido dell'ambiente favorisce infatti il processo della mummificazione. Di lato alla cripta c'è la sezione dove venivano poste le salme per permettere che si mummificassero, mentre sul pavimento è presente un colatoio dove scendevano i liquidi. Sono conservati inoltre dei teschi rinvenuti nel corso degli anni.
La cripta è stata restaurata a cura della Sovrintendenza ed è visitabile durante i giorni di apertura della Chiesa.

## Confraternite
Confraternite presenti a Novara di Sicilia:
- Confraternita di Maria Santissima Immacolata
- Confraternita di Maria Santissima della Consolazione e della Sacra Cintura
- Confraternita di Sant'Antonio di Padova
- Confraternita delle Consorelle dell'Addolorata.

## Prelati
- Arciprete abate don Enrico Ferrara.
- Padre Antonio Sofia.
- Padre Emeka Anthony Udechukwu.

## Curiosità
Festino dell'Assunta o Û Fistinu î menzagustu e la quinquennale ricorrenza dell'Apoteosi dell'Assunta.
Ogni 5 anni per l'Apoteosi dell'Assunta accompagnano la Statua della Vergine i simulacri di: San Rocco, San Gregorio Magno, San Sebastiano Martire, San Francesco d'Assisi, Santa Rosalia Vergine, Sant'Antonio Abate, Santa Caterina d'Alessandria, San Francesco di Paola, Sant'Antonio di Padova, San Marco Evangelista, San Giorgio Megalomartire, San Filippo d'Agira, San Michele Arcangelo, San Giuseppe, Sant'Ugo Abate Cistercense (in passato anche San Lorenzo e San Silvestro).
La festa di Sant'Ugo Abate è celebrata il 16 agosto in città, il 17 novembre o la domenica successiva a Badiavecchia, in Santa Maria La Noara, nella Chiesa dei Santi Basilio e Marco.
Le reliquie sono portate in processione su un artistico fercolo ligneo di gran pregio.
La “Vara” staziona nella Chiesa Madre durante la settena in onore del Santo dopo i festeggiamenti dell'Assunta. Il 22 agosto le reliquie vengono riportate nella Chiesa del Santo. La tradizione dell'ottava e della processione finale, perdutasi nei primi decenni del Novecento, è stata ripresa nel 1996 per benevola concessione dell'Arciprete Abate Don Enrico Ferrara. 
Nel giorno della festa liturgica, il 17 novembre le reliquie sono portate a Badiavecchia per la pubblica venerazione presso la Reale Abbazia di Santa Maria la Noara.
Il Santo è invocato dai novaresi nei periodi di siccità.

## Galleria d'immagini

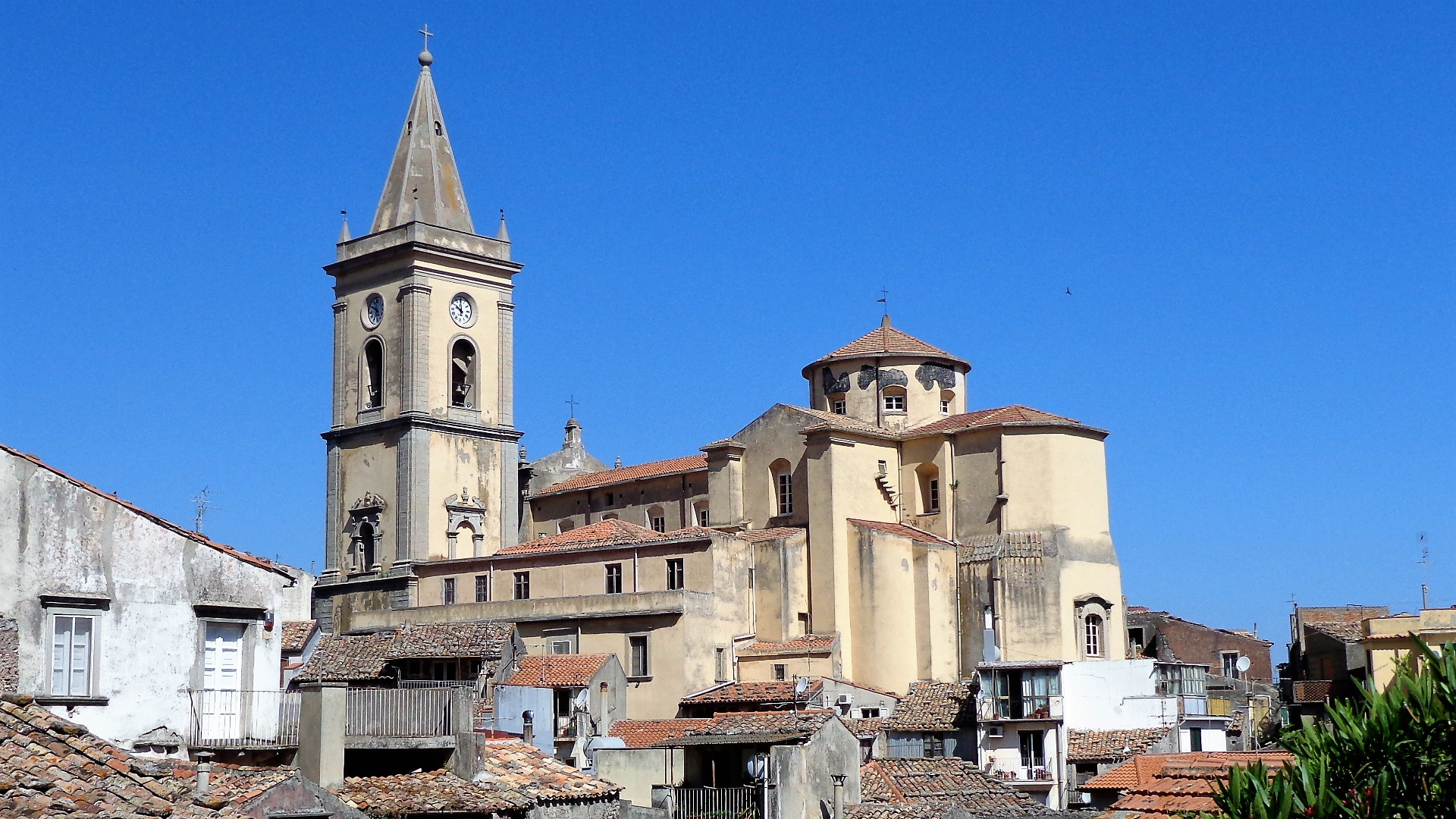
Duomo
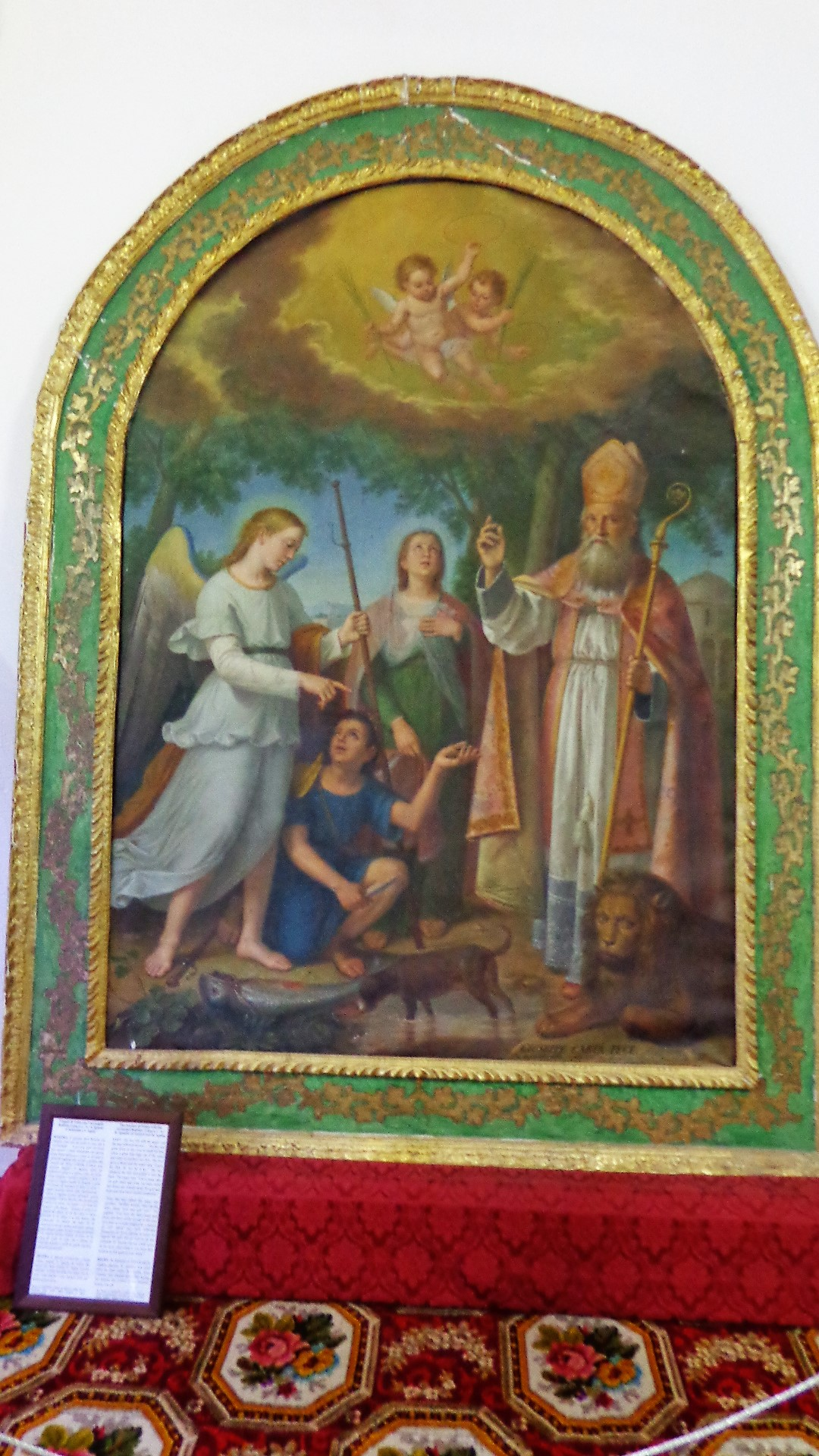
Quadro museo
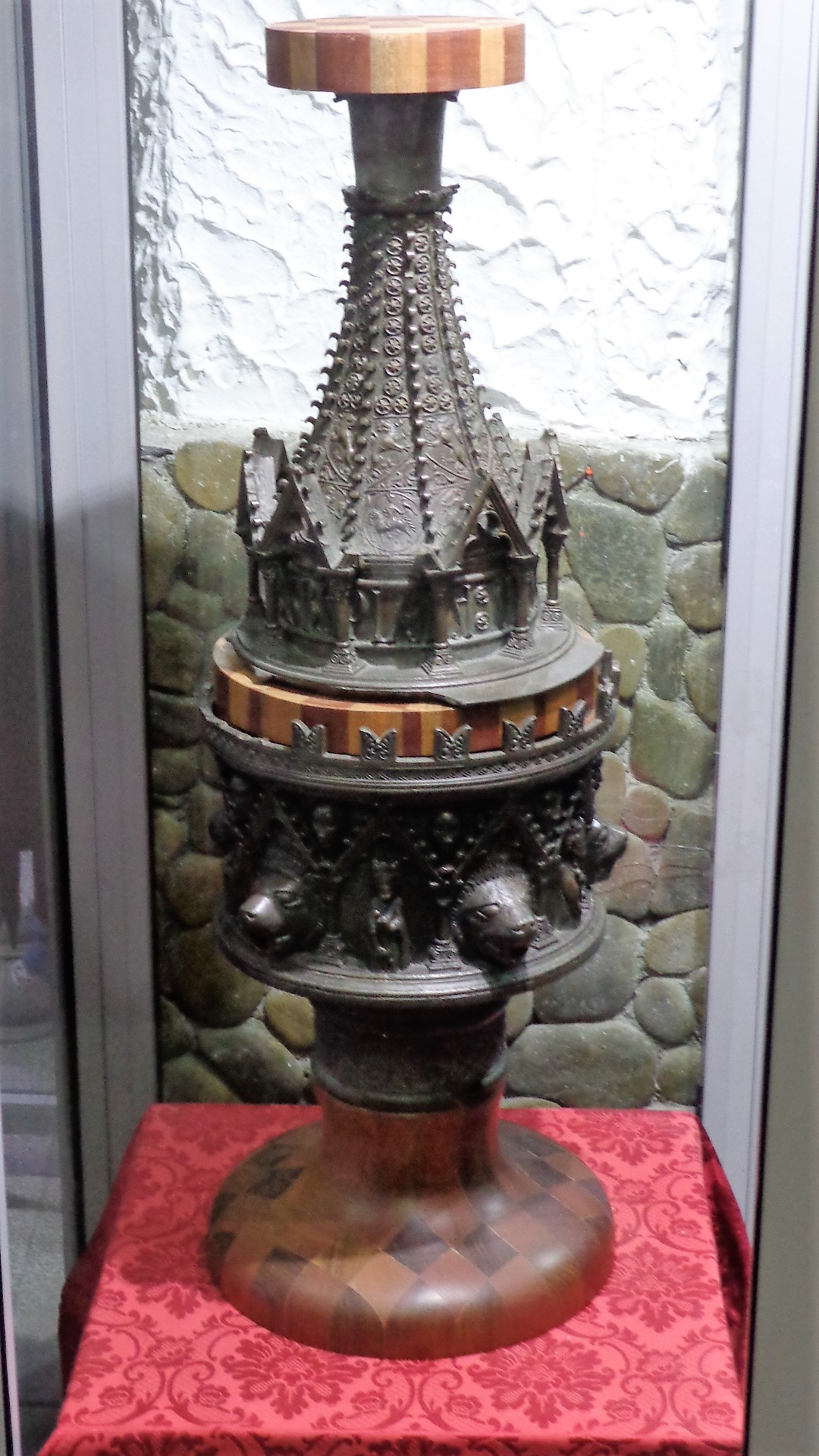
Incensiere
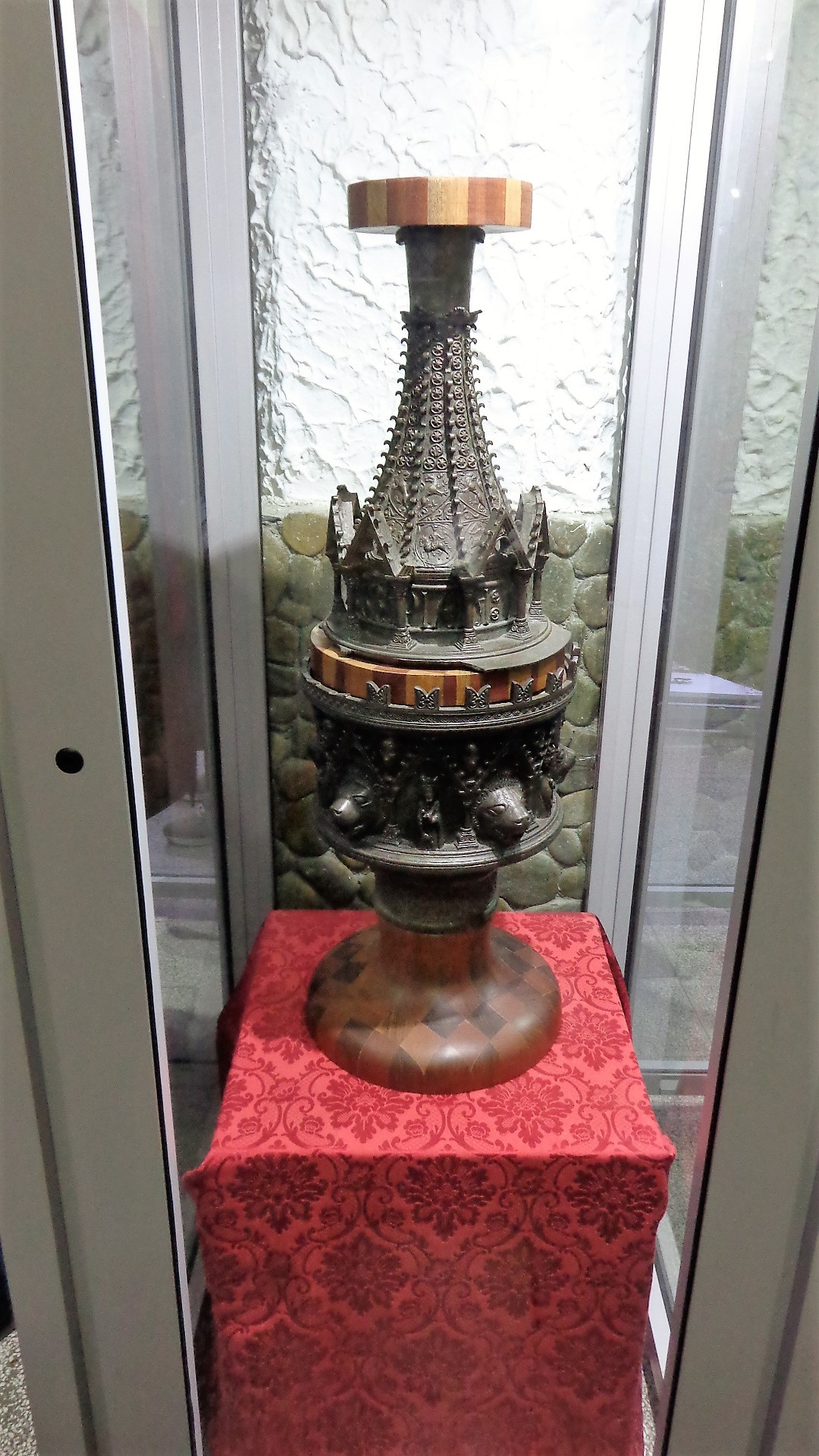
Incensiere
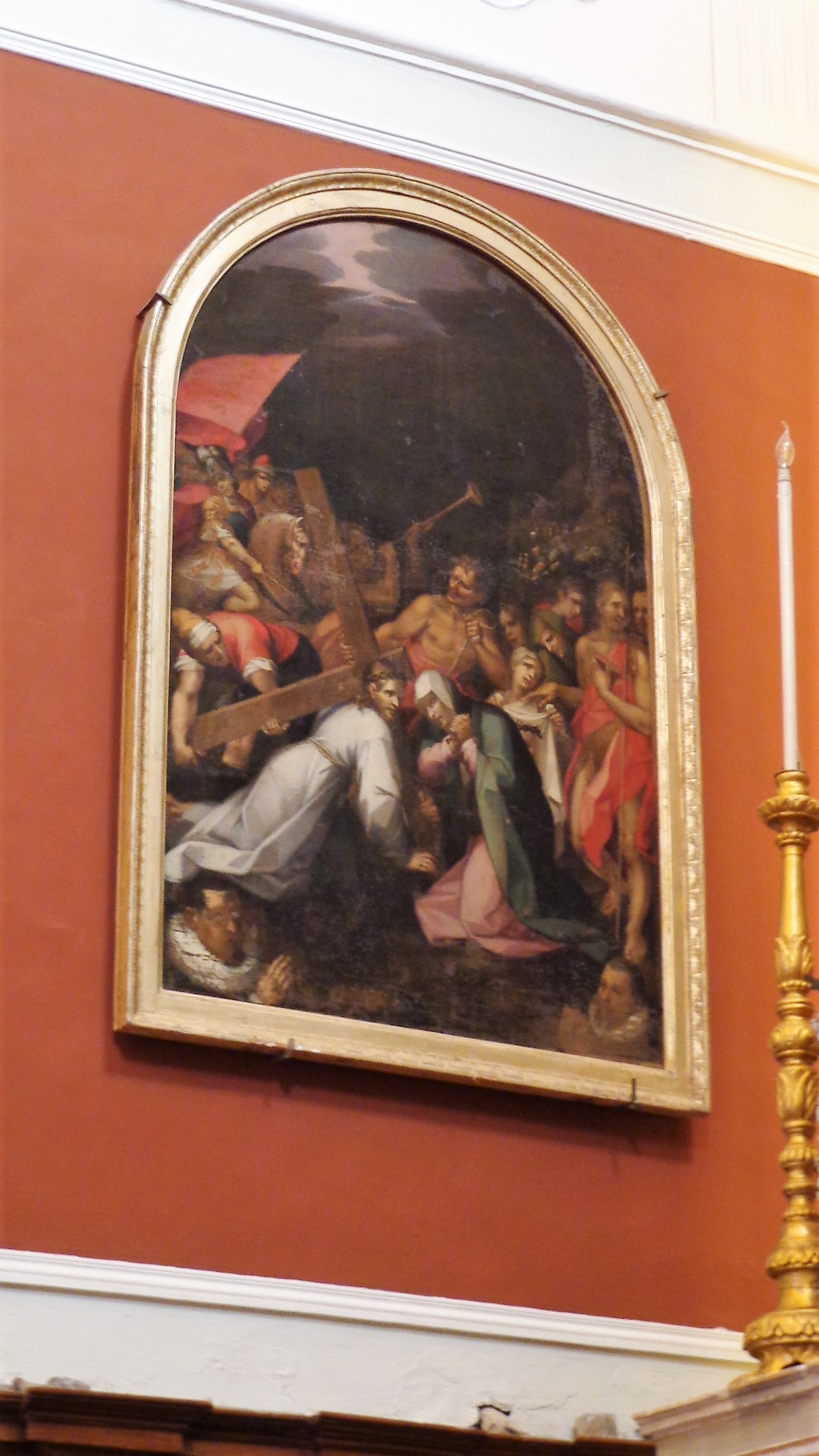
Andata al Calvario di Antonio Catalano
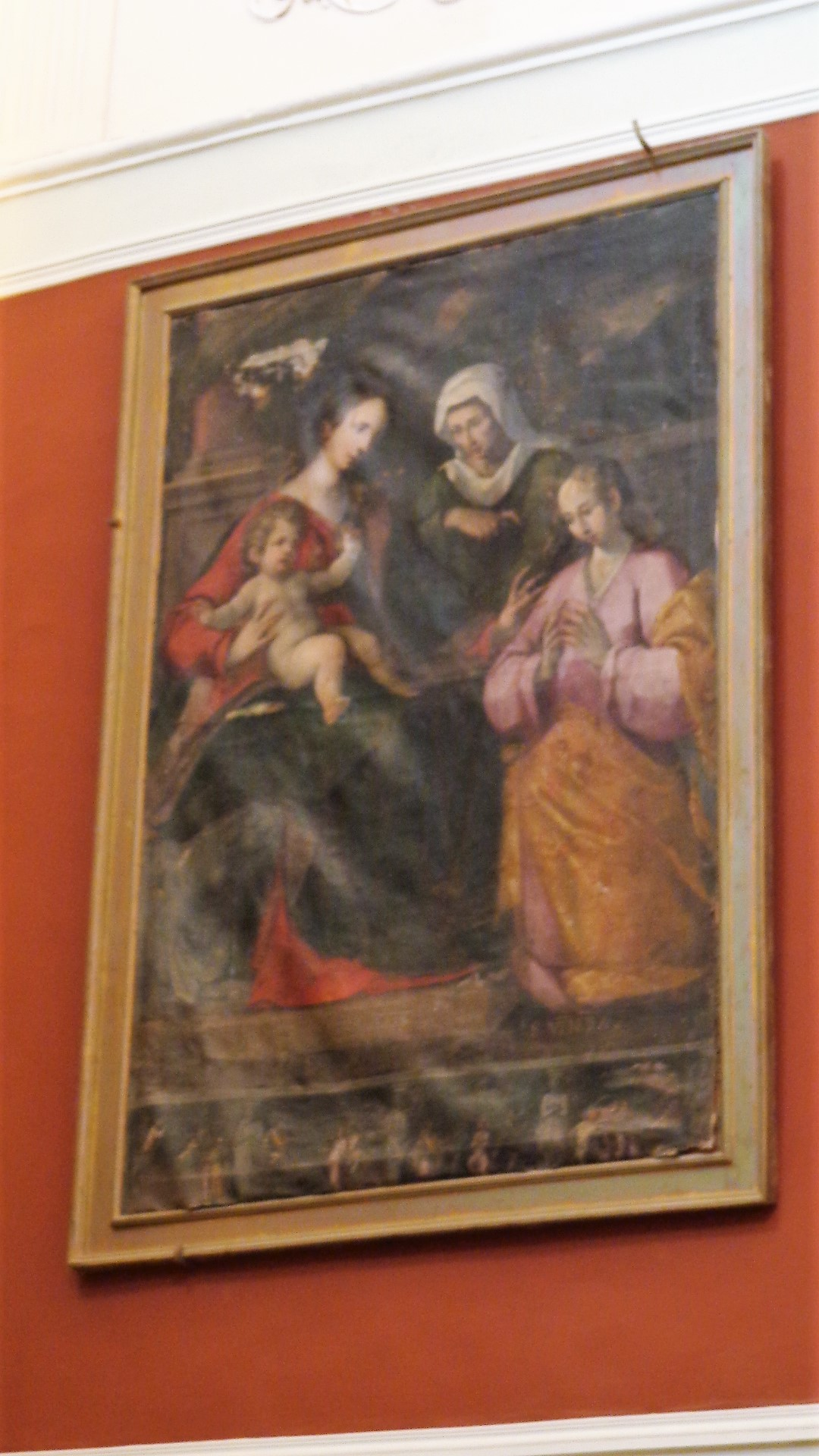
Madonna con Bambino di Francesco Cardillo
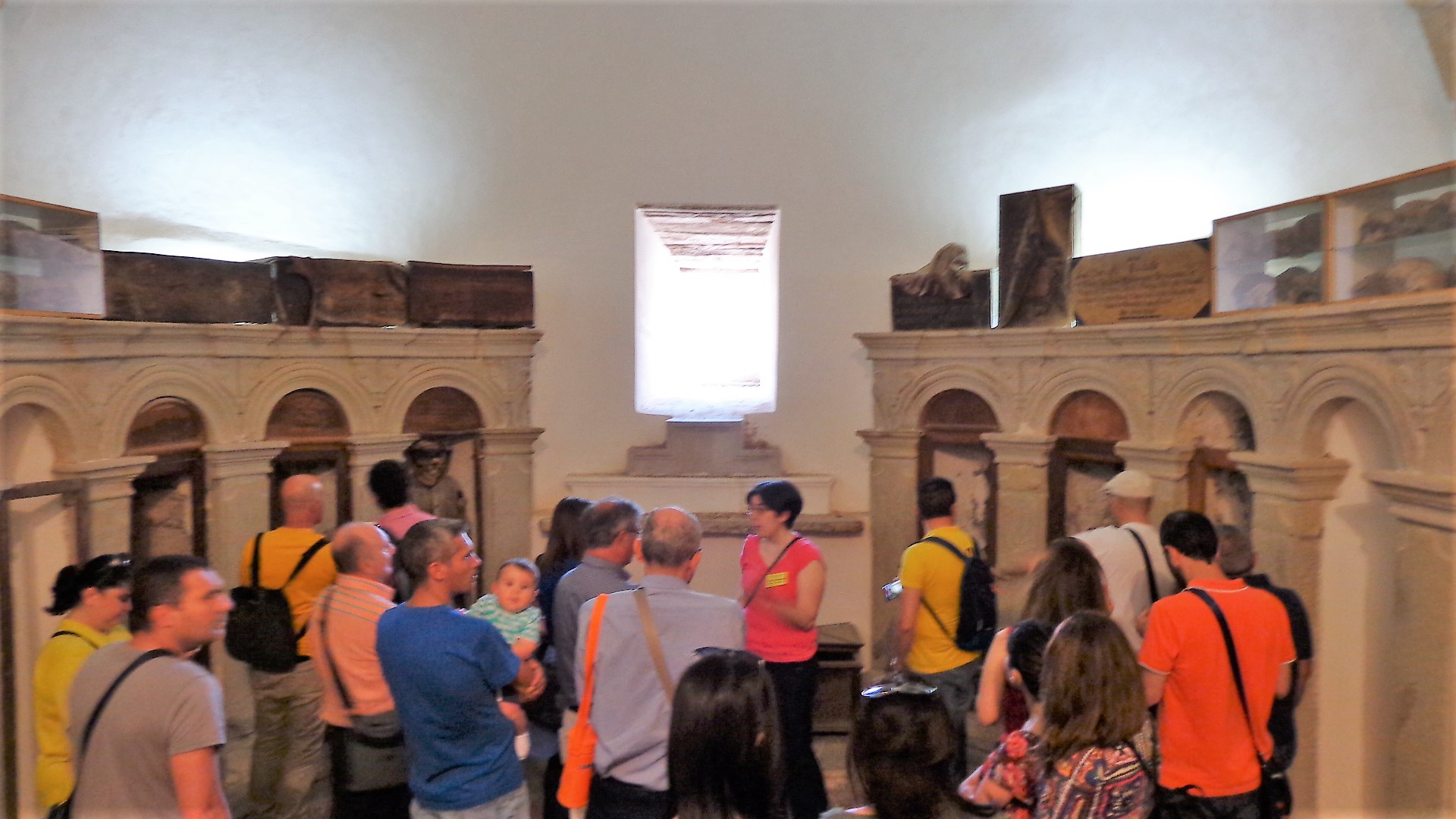
Cripta
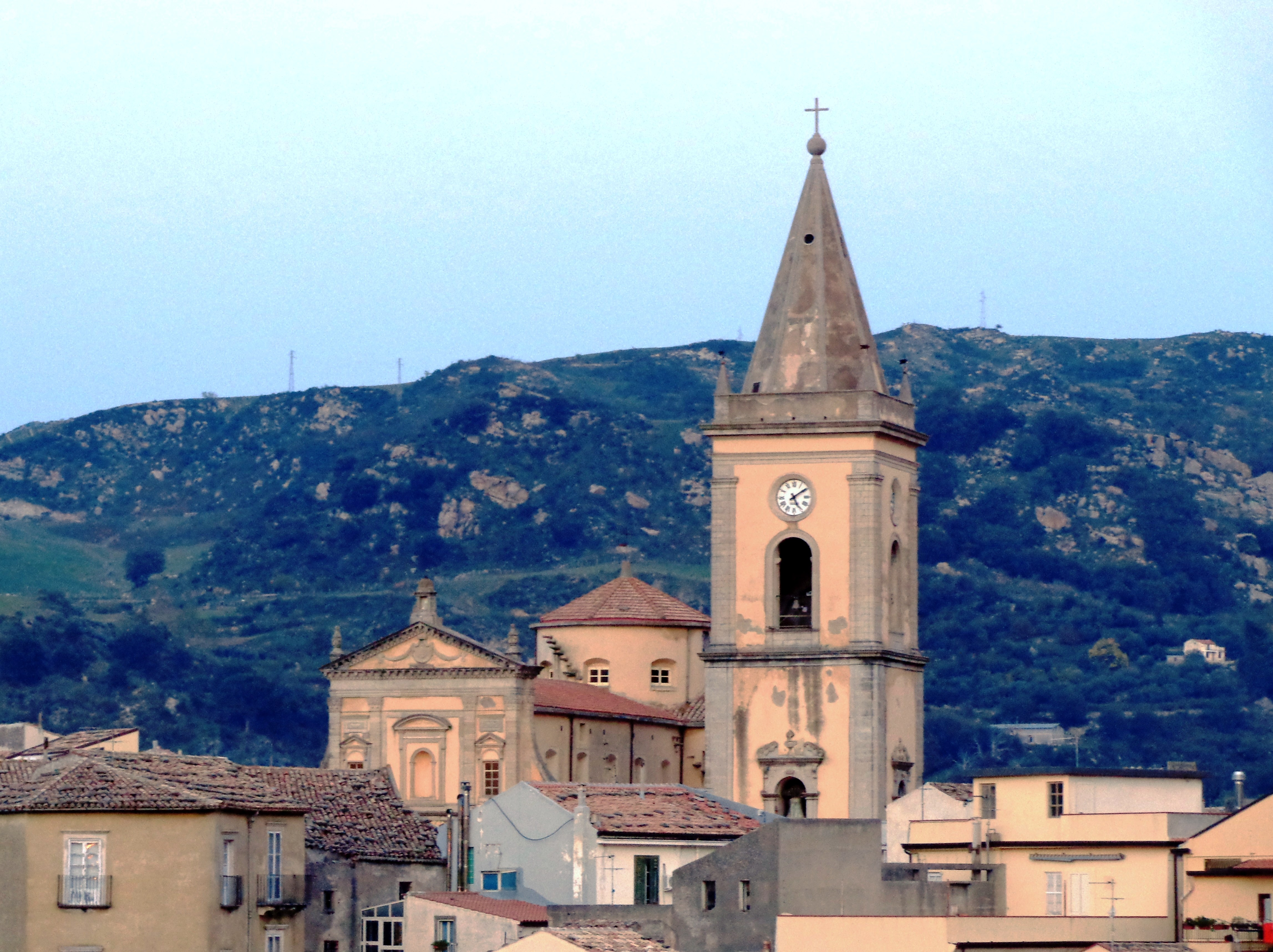
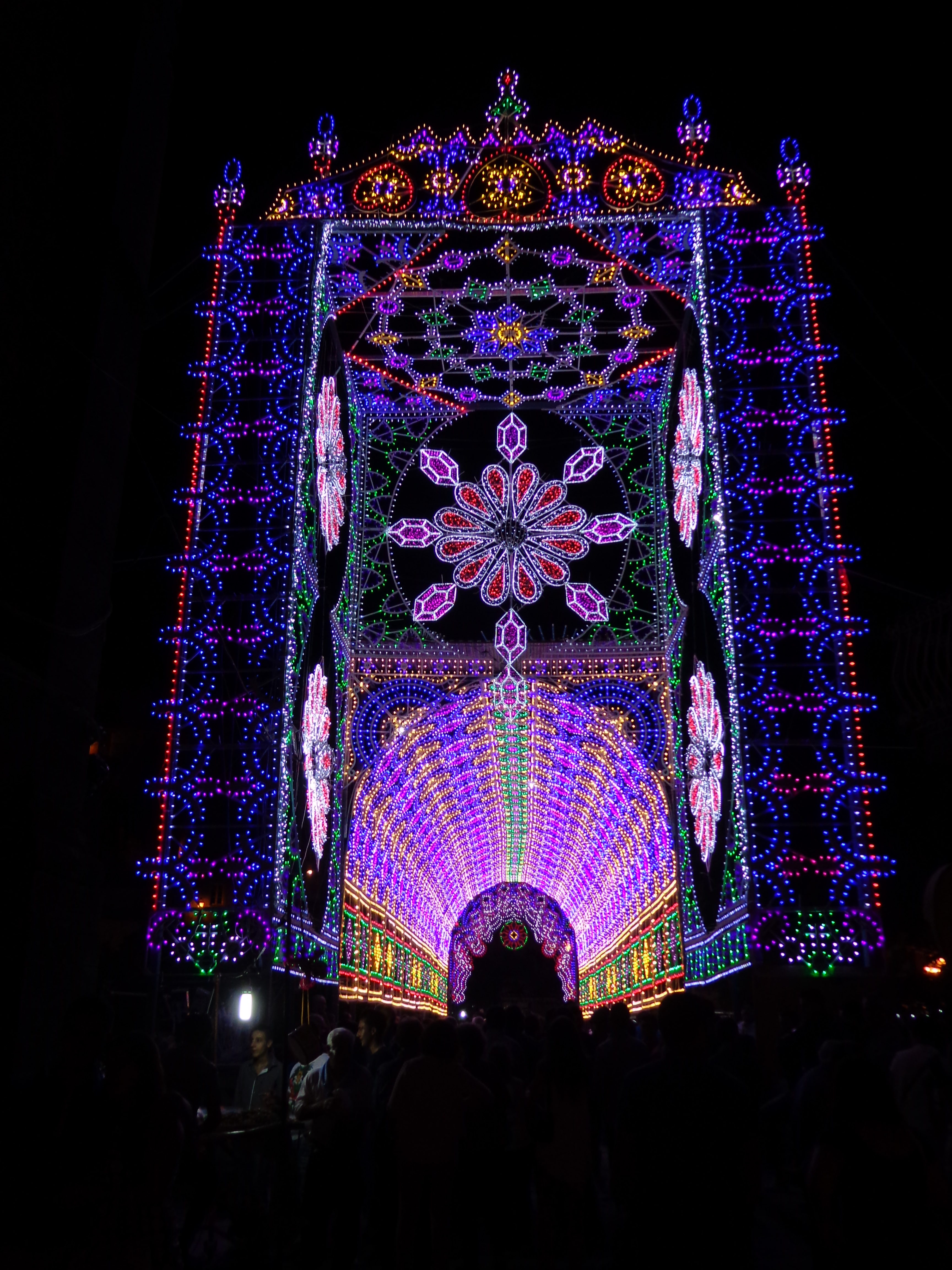
Luminarie Apoteosi Solenne 2015
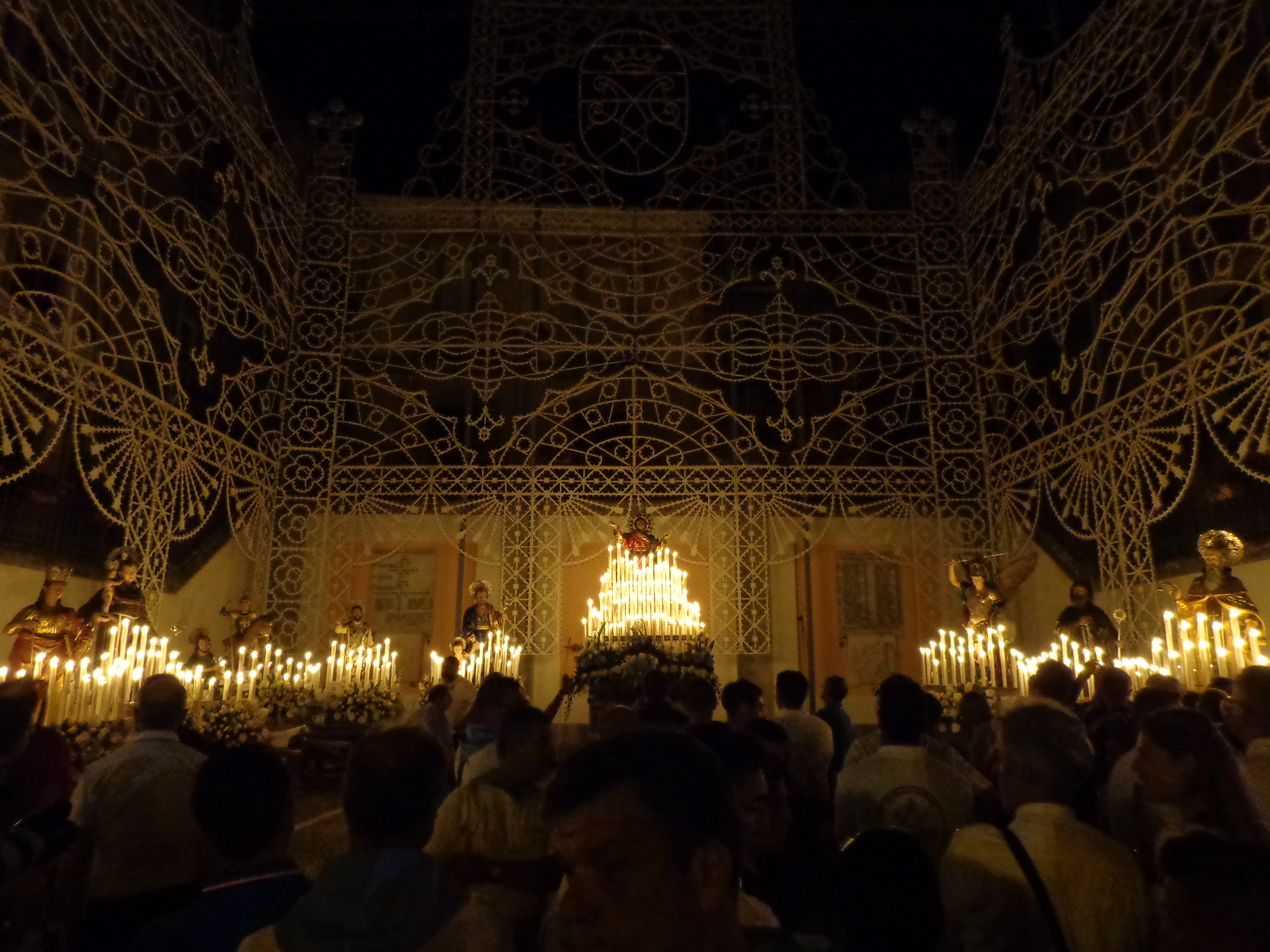
Festa dell'Assunta 2015, pausa
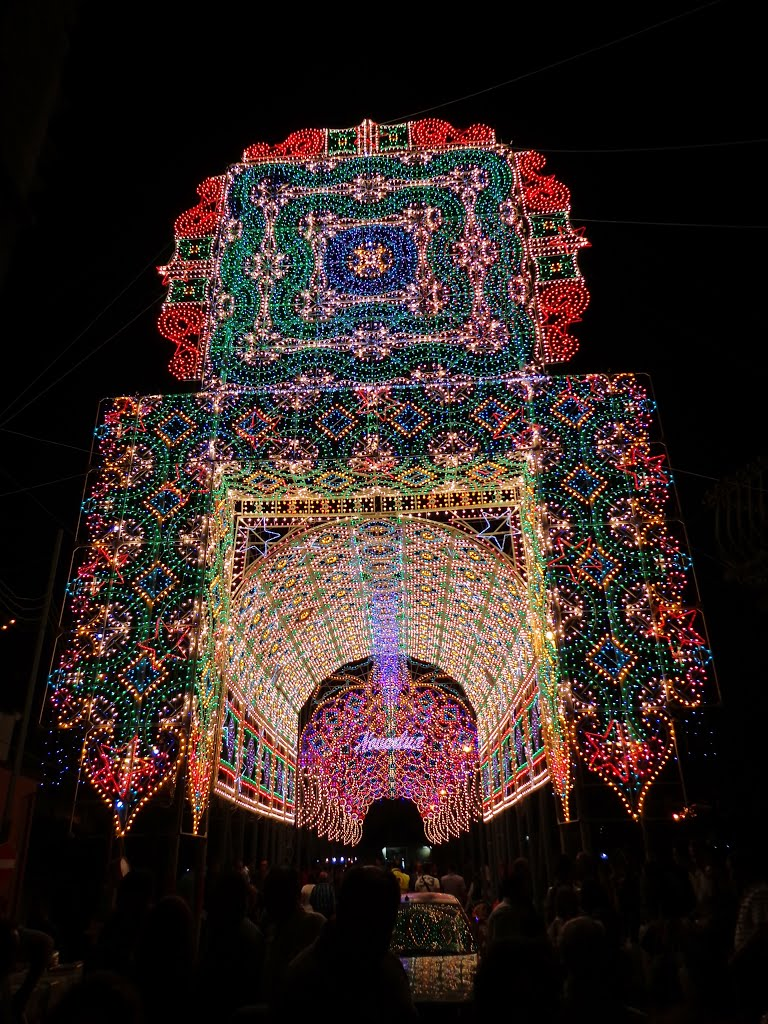
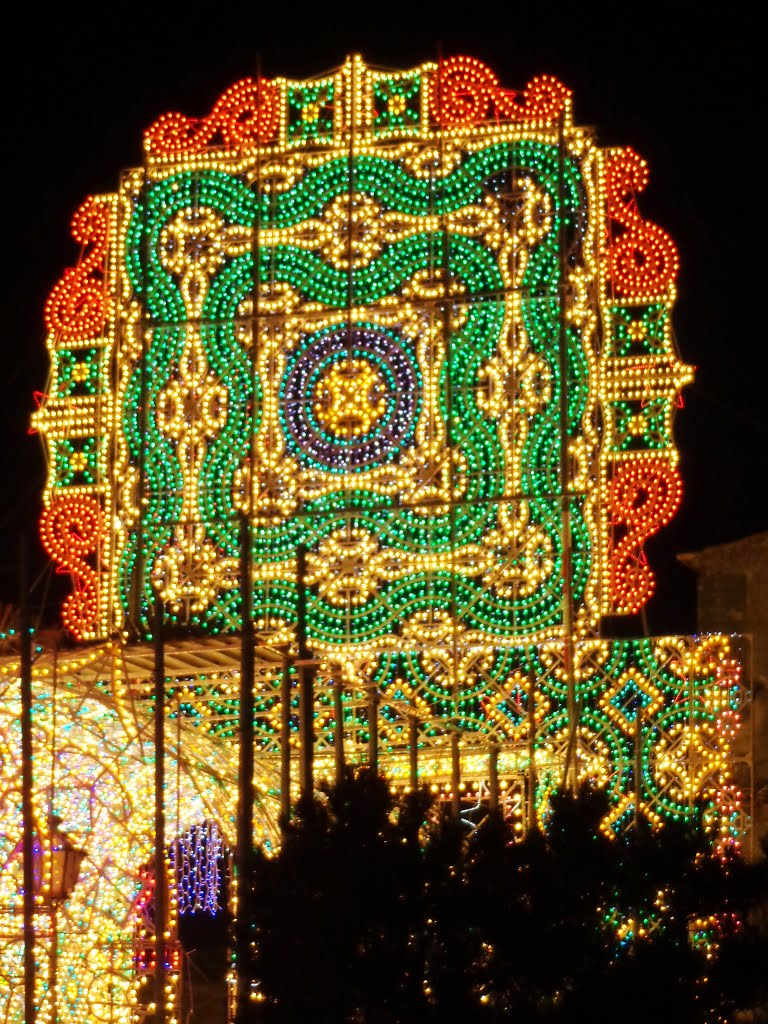
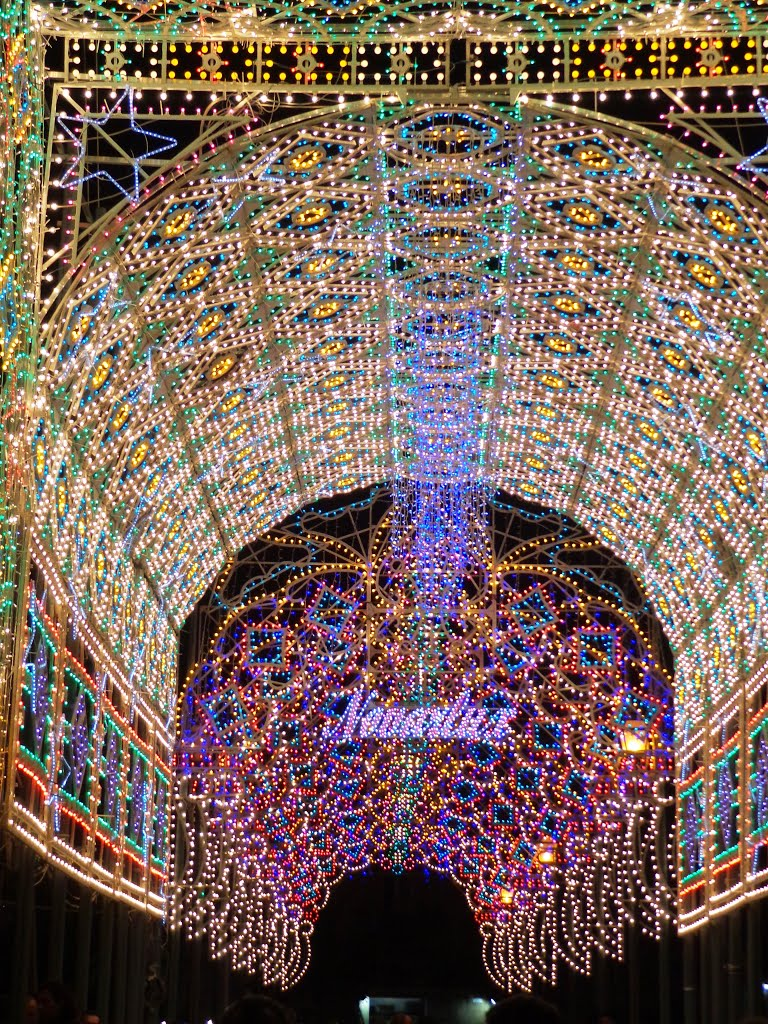
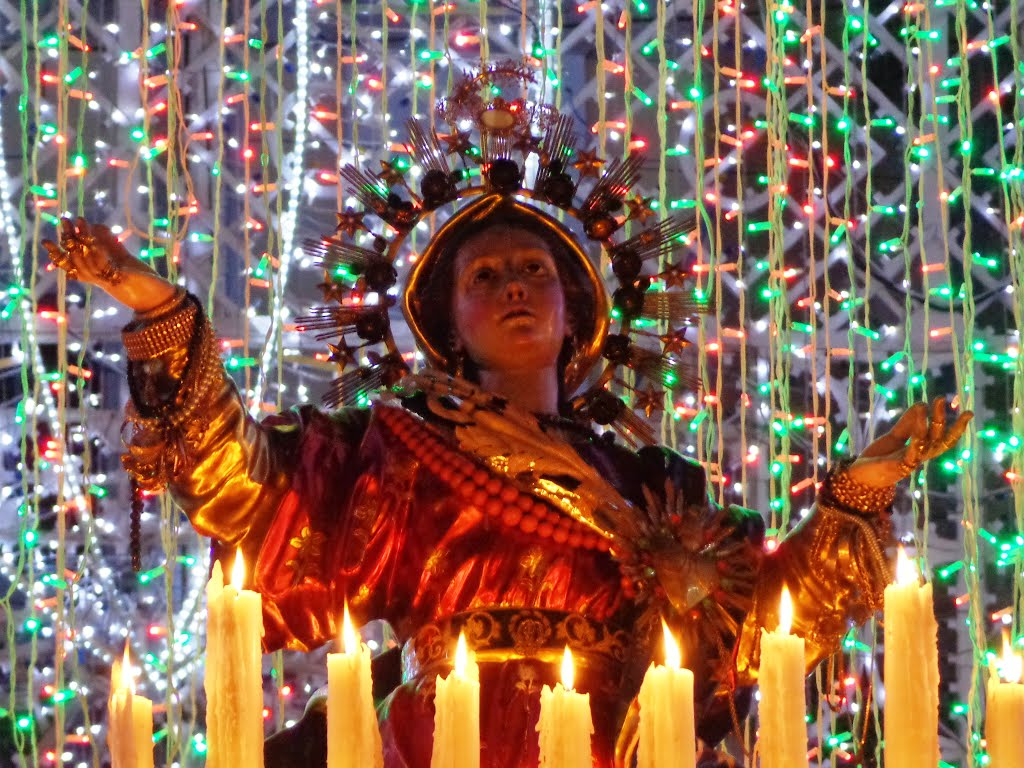
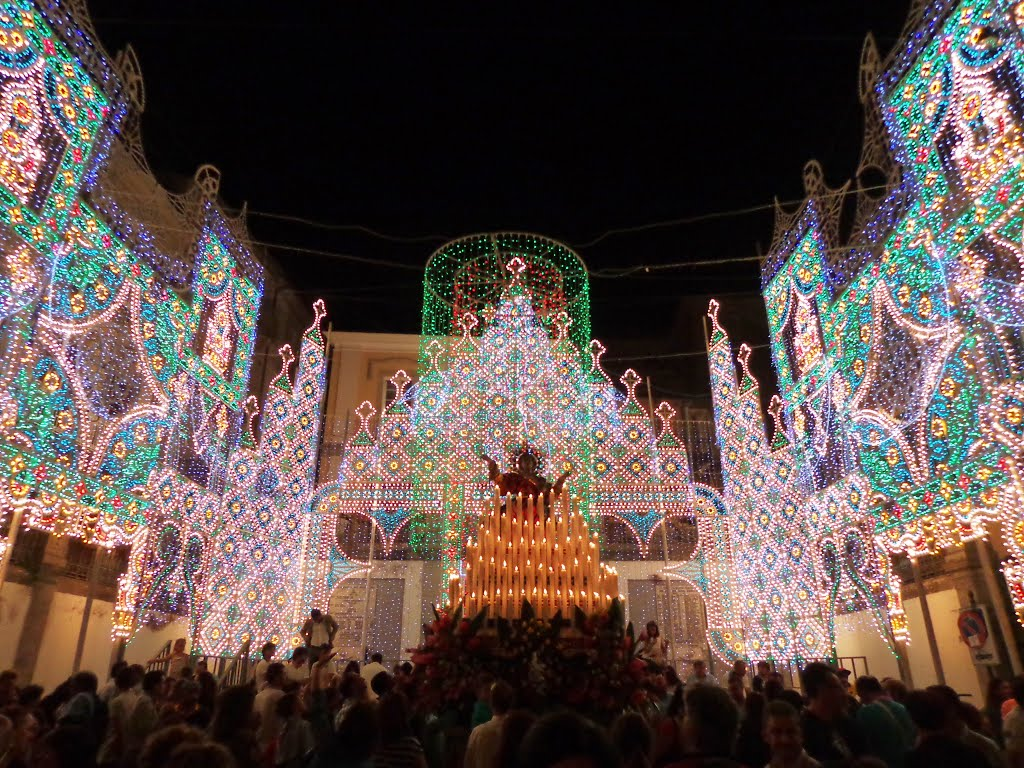
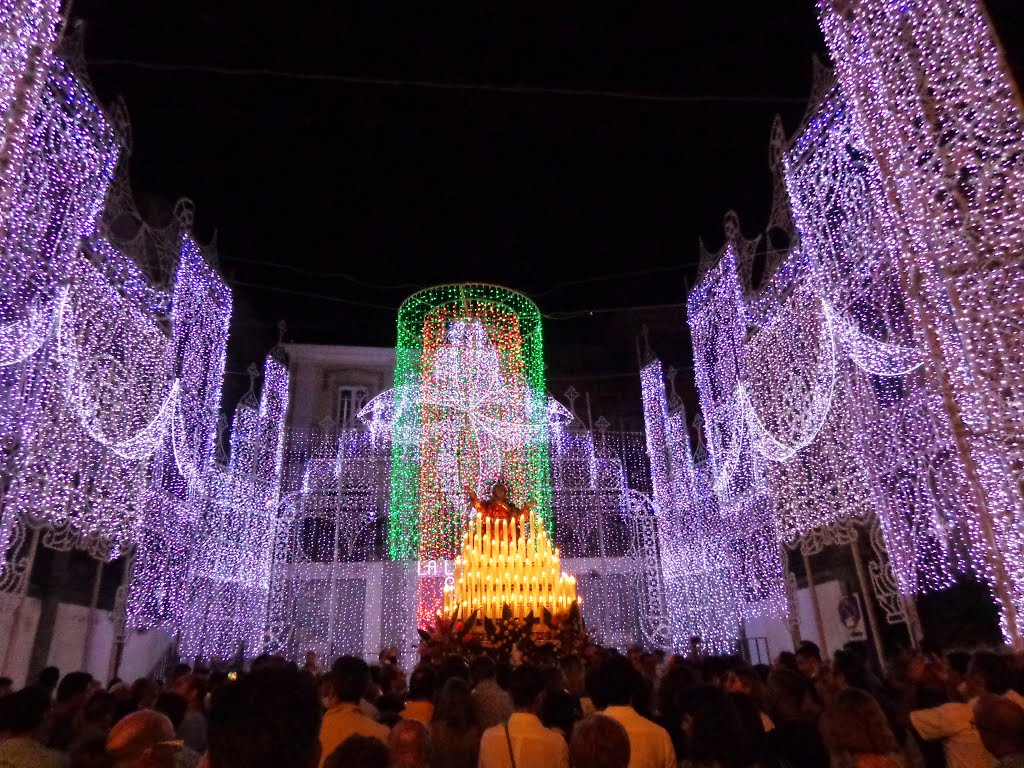
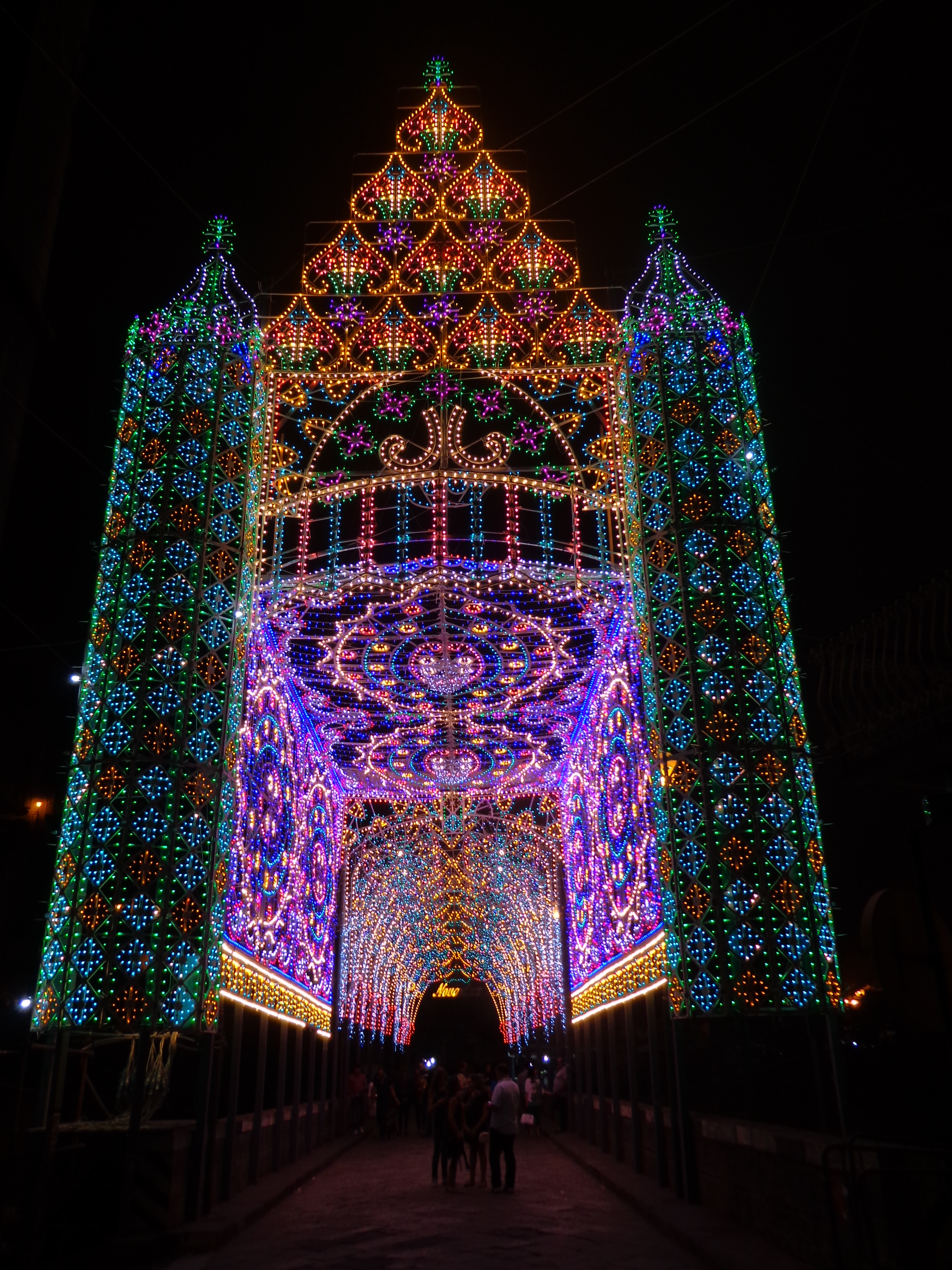
Luminarie Assunta 2014